# NGC 33
NGC 33は、うお座の方角にある二重星である。

## 発見
1864年9月9日にドイツの天文学者アルベルト・マルトによって発見された。